# Барышполец, Иван Ефимович
Иван Ефимович Барышполец (22 июня 1916, Миргородский район — 1976, Москва) — советский военный, государственный и политический деятель, генерал-лейтенант (23.02.1967).

## Биография
Родился в 1916 году в посёлке Печенеги.
С 1933 года — на хозяйственной, общественной и политической работе. В 1933—1976 гг. — работник лесозаготовок в Котовском районе Молдавской АССР, в Читинской области, красноармеец, в 1941 году закончил СУЗА (в дальнейшем Житомирское Краснознаменное зенитно-артиллерийское училище ЖКЗАУ).
Участник Великой Отечественной войны, командир батареи 509-го зенитного артиллерийского полка РВГК 4-й дивизии ПВО.
На командных должностях в войсках ПВО, руководитель строительства и ввода в эксплуатацию объектов системы ПВО Москвы С-25 и объектов системы А-35, начальник РТЦ-81 — первой отечественной системы ПРО, начальник Управления войск ПРО.
Делегат XXIV съезда КПСС. Автор книги «Противотанкисты».
Умер 10 декабря 1976 года. Похоронен на Кунцевском кладбище в Москве.